# Вартковиці
Вартковіце (пол. Wartkowice) — село в Польщі, у гміні Вартковиці Поддембицького повіту Лодзинського воєводства.
Населення — 685 осіб (2011).
У 1975-1998 роках село належало до Серадзького воєводства.

## Демографія
Демографічна структура станом на 31 березня 2011 року:
|          | Загалом | Допрацездатний вік | Працездатний вік | Постпрацездатний вік |
| -------- | ------- | ------------------ | ---------------- | -------------------- |
| Чоловіки | 326     | 62                 | 238              | 26                   |
| Жінки    | 359     | 72                 | 210              | 77                   |
| Разом    | 685     | 134                | 448              | 103                  |